# Monnaie de Hong Kong
La Monnaie de Hong Kong (香港造幣廠, Xiānggǎng zàobì chǎng) est une ancienne institution monétaire qui exista de 1866 à 1868 et était située sur Sugar Street (en).
Au début du règne colonial britannique à Hong Kong, des monnaies mixtes de toutes sortes sont utilisées. Bien que la livre anglaise soit dorénavant la monnaie officielle, elle est peu acceptée par les marchands et les résidents, surtout Chinois. Les monnaies aux pièces en argent restent alors prédominantes dans le monde du commerce.
Afin d'éviter d'approvisionner lourdement Hong Kong en dollars en argent, Hercules Robinson, plus tard gouverneur de la colonie, décide de fonder la monnaie de Hong Kong en 1864. L'institution ouvre le 7 mai 1866 sous la direction du maître de la Monnaie, Thomas William Kinder, père de Claude Kinder, mais ferme ses portes en 1868 durant le mandat du gouverneur Richard Graves MacDonnell. Les raisons de cette fermeture sont la faible réception des pièces de monnaie produites, ainsi que la dévalorisation continue de l'argent qui cause d'énormes pertes. Le site est revendu à la compagnie Jardine Matheson en 1868 et les machines de production sont vendues à la Monnaie du Japon d'Osaka, avec une perte de 300% de l'investissement initial.